# Motociklistična Velika nagrada Amerik
Motociklistična Velika nagrada Amerik (angleško Grand Prix of the Americas) je motociklistična dirka svetovnega prvenstva, ki od sezone 2013 poteka na dirkališču Circuit of the Americas pri Austinu, Teksas.

## Zmagovalci
| Sezona | Dirkališče              | Moto3                                               | Moto3                                               | Moto2                                               | Moto2                                               | MotoGP                                              | MotoGP                                              | Poročilo                                            |
| Sezona | Dirkališče              | Dirkač                                              | Motocikel                                           | Dirkač                                              | Motocikel                                           | Dirkač                                              | Motocikel                                           | Poročilo                                            |
| ------ | ----------------------- | --------------------------------------------------- | --------------------------------------------------- | --------------------------------------------------- | --------------------------------------------------- | --------------------------------------------------- | --------------------------------------------------- | --------------------------------------------------- |
| 2023   | Circuit of the Americas | Iván Ortolá                                         | KTM                                                 | Pedro Acosta                                        | Kalex                                               | Álex Rins                                           | Honda                                               | Poročilo                                            |
| 2022   | Circuit of the Americas | Jaume Masià                                         | KTM                                                 | Tony Arbolino                                       | Kalex                                               | Enea Bastianini                                     | Ducati                                              | Poročilo                                            |
| 2021   | Circuit of the Americas | Izan Guevara                                        | Gas Gas                                             | Raúl Fernández                                      | Kalex                                               | Marc Márquez                                        | Honda                                               | Poročilo                                            |
| 2020   | Circuit of the Americas | odpoved zaradi Pandemije koronavirusne bolezni 2019 | odpoved zaradi Pandemije koronavirusne bolezni 2019 | odpoved zaradi Pandemije koronavirusne bolezni 2019 | odpoved zaradi Pandemije koronavirusne bolezni 2019 | odpoved zaradi Pandemije koronavirusne bolezni 2019 | odpoved zaradi Pandemije koronavirusne bolezni 2019 | odpoved zaradi Pandemije koronavirusne bolezni 2019 |
| 2019   | Circuit of the Americas | Arón Canet                                          | KTM                                                 | Thomas Lüthi                                        | Kalex                                               | Álex Rins                                           | Suzuki                                              | Poročilo                                            |
| 2018   | Circuit of the Americas | Jorge Martín                                        | Honda                                               | Francesco Bagnaia                                   | Kalex                                               | Marc Márquez                                        | Honda                                               | Poročilo                                            |
| 2017   | Circuit of the Americas | Romano Fenati                                       | Honda                                               | Franco Morbidelli                                   | Kalex                                               | Marc Márquez                                        | Honda                                               | Poročilo                                            |
| 2016   | Circuit of the Americas | Romano Fenati                                       | KTM                                                 | Álex Rins                                           | Kalex                                               | Marc Márquez                                        | Honda                                               | Poročilo                                            |
| 2015   | Circuit of the Americas | Danny Kent                                          | Honda                                               | Sam Lowes                                           | Speed Up                                            | Marc Márquez                                        | Honda                                               | Poročilo                                            |
| 2014   | Circuit of the Americas | Jack Miller                                         | KTM                                                 | Maverick Viñales                                    | Kalex                                               | Marc Márquez                                        | Honda                                               | Poročilo                                            |
| 2013   | Circuit of the Americas | Álex Rins                                           | KTM                                                 | Nicolás Terol                                       | Suter                                               | Marc Márquez                                        | Honda                                               | Poročilo                                            |